# Tephrina vapulata
Tephrina vapulata là một loài bướm đêm trong họ Geometridae.